# Barbara Maria Stafford
Barbara Maria Stafford (* 1941) ist eine US-amerikanische Kunsthistorikerin.

## Leben
Stafford schloss 1964 ihr Studium der Philosophie und Vergleichenden Literaturwissenschaft an der Northwestern University mit einem Bachelor of Arts ab, setzte das Studium 1961 bis 1962 an der Sorbonne in Paris fort und erwarb schließlich 1966 den Master of Arts in Kunstgeschichte an der Northwestern University. 1972 sie an der University of Chicago zum Ph.D. in Kunstgeschichte promoviert.
Sie lehrte am National College of Education (1969–1970), an der Loyola University Chicago (1971–1972), an der University of Delaware (1972–1981) und an der University of Chicago (1981–2010). Dort war sie zuletzt William B. Ogden Distinguished Service Professor. Nach ihrer Emeritierung war sie Distinguished University Visiting Professor am Georgia Institute of Technology (2010–2012).
Sie war Fellow am Getty Research Institute for the History of Art and the Humanities (1995–1996), MacGeorge Fellow an der University of Melbourne (2003), Fellow am Wissenschaftskolleg zu Berlin (2005–2006), Templeton Research Fellow an der University of Southern California, Los Angeles (2008) und Distinguished Visiting Scholar am Humanities Center der SUNY Buffalo (2009).
1995 wurde sie mit dem Wissenschaftspreis der Aby-Warburg-Stiftung ausgezeichnet.

## Schriften
- Symbol and Myth. Humbert de Superville’s Essay on Absolute Signs in Art. Associated University Presses, Cranbury, NJ 1979.
- Voyage into Substance. Art, Science, Nature and the Illustrated Travel Account, 1760-1840. The MIT Press, Cambridge (Mass.), London 1984.
- Body Criticism. Imaging the Unseen in Enlightenment Art and Medicine. The MIT Press, Cambridge (Mass.), London 1991.
- Artful Science. Enlightenment, Entertainment and the Eclipse of Visual Education. The MIT Press, Cambridge (Mass.), London 1994.
  - Dt.: Kunstvolle Wissenschaft. Aufklärung, Unterhaltung und der Niedergang der visuellen Bildung, Verlag der Kunst, Amsterdam, Dresden 1998.
- Good Looking. Essays on the Virtue of Images. The MIT Press, Cambridge (Mass.), London 1996.
- Visual Analogy. Consciousness as the Art of Connecting. The MIT Press, Cambridge (Mass.), London 1999.
- (mit Frances Terpak): Devices of Wonder. From the World in a Box to Images on a Screen. Getty Research Institute, Los Angeles 2001.
- Echo Objects. The Cognitive Work of Images. The University of Chicago Press, Chicago, London 2007.
- (als Hg.): A Field Guide to a New Metafield. Bridging the Humanities-Neurosciences Divide. The University of Chicago Press, Chicago, London 2011.
- Ribbon of Darkness. Inferencing from the Shadowy Arts and Sciences. The University of Chicago Press, Chicago, London 2019.